# Daniel Roth
Daniel François Roth (Mulhouse, 31 oktober 1942) is een Frans componist, organist en muziekpedagoog.

## Opleiding
Roth begon zijn opleiding aan het conservatorium van zijn geboortestad Mulhouse in de Elzas. In 1960 trad hij toe tot het Conservatoire de Paris waar hij vijf eerste prijzen ontving. Hij kreeg les van onder andere Marcel Bitsch, Maurice Duruflé en Rolande Falcinelli. Na zijn studie bereidde hij zich voor op internationale concoursen bij Marie-Claire Alain. Hij wist vijf internationale wedstrijden te winnen, waaronder in 1971 de gerenommeerde Grand Prix de Chartres in orgelspel en improvisatie. Hierna begon zijn internationale carrière als concert-organist, improvisator en muziekpedagoog.

## Carrière
In 1963 werd hij plaatsvervangend organist naast zijn voormalige docente Rolande Falcinelli in de Sacré-Cœur in Parijs. In 1973 volgde hij haar op als organiste titulaire. Van 1974 tot 1976 was Daniel Roth artist in residence in de Basiliek van het Nationaal Heiligdom van de Onbevlekte Ontvangenis in Washington D.C. Hij doceerde aan de conservatoria van Marseille (1973-1979) en Straatsburg (1979-1988). In Nederland verzorgde hij in 1983 het presentatie-/openingsconcert op het nieuwe Van den Heuvelorgel in de Nieuwe Kerk van Katwijk. Bij dit concert, bijgewoond door ruim 1800 bezoekers, bracht Roth onder meer het ‘Grande Pièce Symphonique’ van César Franck ten gehore. In 1985 werd Roth benoemd tot organiste titulaire van het wereldberoemde orgel van de Église Saint-Sulpice in Parijs. Van 1995 tot 2007 doceerde hij orgel en improvisatie aan de Hochschule für Musik und Darstellende Kunst Frankfurt am Main. Hij was adviseur bij de bouw van het orgel in de concertzaal van de Philharmonie Luxembourg en hij bespeelde het orgel bij de ingebruikname in 2005. Daarnaast was hij vele jaren actief als jurylid van het improvisatieconcours en docent aan de  zomeracademie van het Internationaal Orgelfestival Haarlem.

## Erkenning
Roth werd in Frankrijk benoemd tot Chevalier de la Légion d'Honneur en Officier de l'Ordre des Arts et des Lettres. In het Verenigd Koninkrijk werd hij benoemd tot "Honorary Fellow of the Royal College of Organists". In 2006 ontving hij de "Preis der Europäischen Kirchenmusik in Schwäbisch Gmünd".

## Familie
De dirigent François-Xavier Roth (1971) is een zoon van Daniel Roth.

## Oeuvre

### Orgel solo
- Cinq Versets sur „Veni creator“ voor orgelpositief zonder pedaal (in: L’organiste liturgique n°53. Parijs: Éditions Schola Cantorum)
- Évocation de la Pentecôte (1979. Parijs: Leduc, 1979/herzien 1996, onuitgegeven)
- Joie, Douleur et Gloire de Marie (1990. Londen: Novello, 1990)
- Introduction et Canzona (1977–1990. Leutkirch: Pro Organo, 1992)
- Final Te Deum (1981. Kassel: Bärenreiter, 1993)
- Hommage à César Franck (1990. Parijs: Leduc, 1993)
- Après une Lecture… (1993. in: 1er recueil d'œuvres pour orgue. Parijs: Éditions Billaudot, 1993)
- Pour la nuit de Noël (1993. Parijs: Leduc, 1993):
  - Prélude "Veni, veni Emmanuel"
  - Communion
  - Postlude
- Triptyque – Hommage à Pierre Cochereau (1995. Parijs: Leduc, 1996):
  - Prélude
  - Andante
  - Toccata
- Petite Rhapsodie sur une chanson alsacienne (in: "Elsässische Orgelmusik aus vier Jahrhunderten". Mainz: Schott, 1998)
- Artizarra – Fantaisie sur un chant populaire basque, pour la fête de l'Epiphanie (1999. Mainz: Schott, 2002)
- Fantaisie fuguée sur "Regina caeli" (Mainz: Schott, 2007)
- Livre d'orgue pour le Magnificat, Hommage au Facteur d'orgues Aristide Cavaillé-Coll - Volume I (Parijs: Éditions de l'Association Boëllmann-Gigout, 2007)
  - Ia. Magnificat
  - Ib. Et exsultavit
  - II. Quia respexit
  - III. Quia fecit
  - IV. Et misericordia
  - V. Fecit potentiam
- Livre d'orgue pour le Magnificat, Hommage au Facteur d'orgues Aristide Cavaillé-Coll - Volume II (Parijs: Éditions de l'Association Boëllmann-Gigout, 2011)
  - VI. Deposuit
  - VII. Esurientes
  - VIII. Suscepit
  - IX. Sicut locutus est
  - X. Gloria
- Christus factus est - Fantaisie sur le graduel de la messe du Jeudi Saint (Sampzon: Delatour France, 2012)
- Contrastes (in: "Kölner Fanfaren - 17 festliche Orgelstücke". St. Augustin: Butz-Verlag, 2012)
- Ut, ré, mi - Fantaisie sur l'hymne à saint Jean Baptiste (Sampzon: Delatour France, 2014)
- Ave maris stella (in: "Orgues nouvelles", Oktober 2014)
- Die Liebe... ein Feuer! La Pentecôte (2015. Sampzon: Delatour France, 2017)

### Orgel vier handen
- Diptyque (2009. Sampzon: Delatour France, 2011)
  - Andante
  - Allegro giocoso

### Twee orgels
- Fantaisie-Dialogue (Sampzon: Delatour France, 2013)
- Quatre Pièces (2017. Unveröffentlicht)
  - Prélude
  - Offertoire
  - Communion
  - Sortie

### Kamermuziek
- Légende voor hobo en klavier (Parijs: Éditions Billaudot, 1989)
- Aïn Karim; Fantasie voor fluit en orgel (Mainz: Schott, 1998)
- Pièce voor altviool en orgel (2014. onuitgegeven)

### Vocale werken
- Reine du ciel a cappella (Strasbourg: Éditions Caecilia, 1977)
- Notre Père a cappella (Strasbourg: Éditions Caecilia, 1977)
- Gebt Zeugnis! voor gemengd koor, solisten en orgel (Mainz: Schott, 1998)
- Missa brevis voor gemengd koor en orgel (Mainz: Schott, 2001)
- In manus tuas Domine voor vierstemmig gemengd koor en orgel ad lib. (St. Augustin: Butz-Verlag, 2002)
- Ego sum panis vitae voor gemengd koor en orgel (2004. St. Augustin: Butz-Verlag, 2005)
- Missa de archangelis voor gemengd koor en orgel (Sampzon: Delatour France, 2006)
- 3 Motets voor gemengd koor a capella (Sampzon: Delatour France, 2006)
  - Ave Maria
  - Dignare me, o Jesu
  - Regina Caeli
- Ave Maria voor sopraan en orgel (Sampzon: Delatour France, 2012)
- Missa festiva Orbis factor voor gemengd koor en orgel (Sampzon: Delatour France, 2013)
- Missa beuronensis voor orgel en gregoriaans koor (St. Augustin: Butz-Verlag, 2016)

### Orkest
- Licht im Dunkel voor orgel, klavier en orkest:
  - I. L'Espérance (Poème voor orkest) (Mainz: Schott, 2005)
  - II. L'Amour (voor orgel, klavier en orkest) (Mainz: Schott, 2009)
  - III. La Joie (Fantaisie voor orgel, klavier en orkest) (Mainz: Schott, 2007)

### Orgeltranscripties
- César Franck: Interlude symphonique uit het oratorium Rédemption (Kassel: Bärenreiter, 1996)
- Camille Saint-Saëns: Scherzo uit Six Duos op. 8 voor harmonium en klavier (Parijs: Éditions Jobert, 2001)
- César Franck: Sinfonie D-grote terts voor orkest; arrangement volgens de versie van de componist voor klavier vier handen (onuitgegeven)